# Grand séminaire Marie-Mère de l'Église

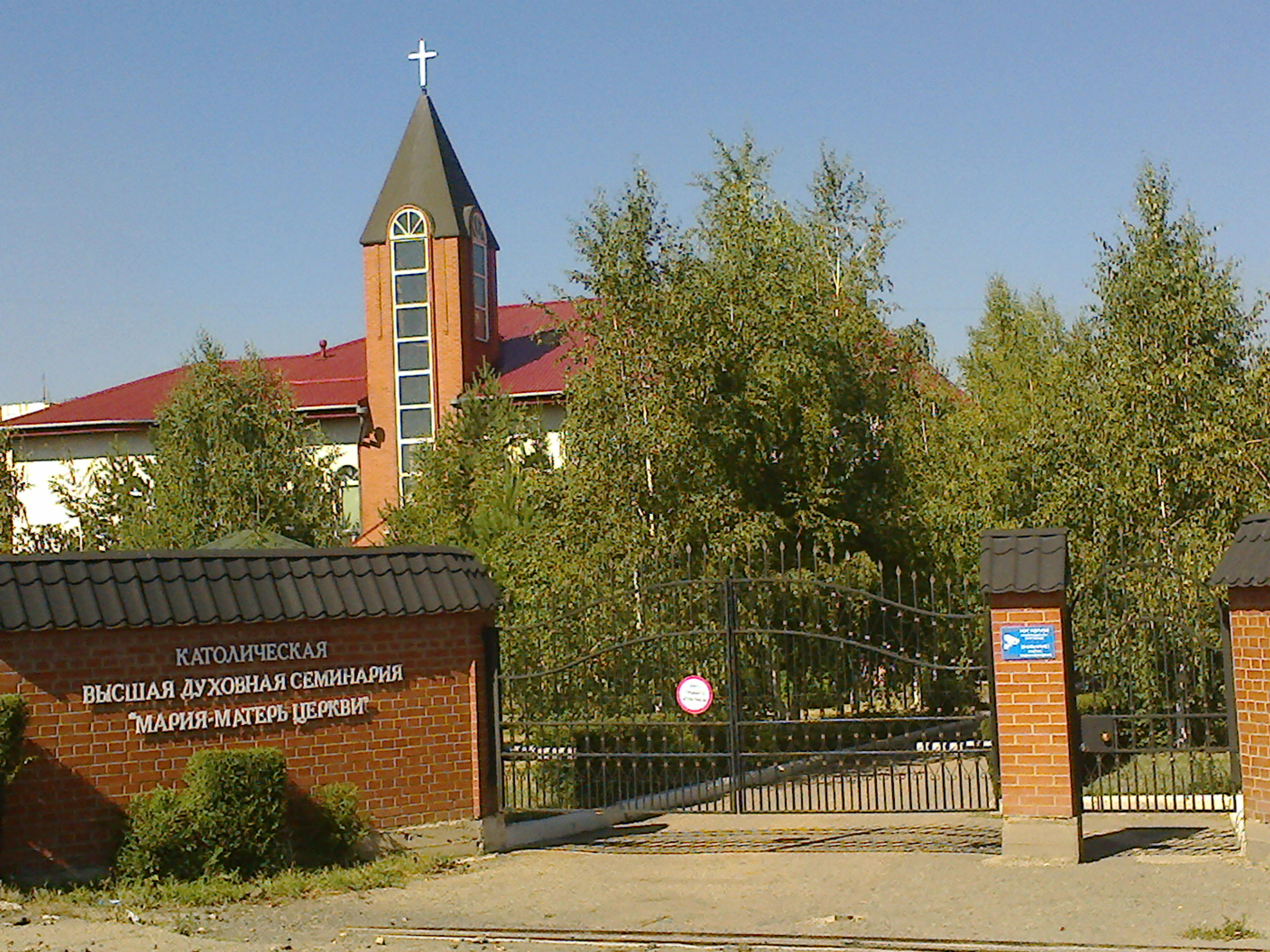
Le grand séminaire de Karaganda.

Le grand séminaire Marie-Mère de l'Église (Maria - Mater Ecclesiae) est l'unique séminaire catholique du Kazakhstan. Il se trouve à Karaganda, berceau du renouveau du catholicisme au Kazakhstan. Les études s'y poursuivent en langue russe (l'une des deux langues officielles du pays). Ce séminaire interdiocésain prépare les candidats à la prêtrise pour les quatre diocèses du pays (dont le diocèse de Karaganda). Il a été fondé le 16 juillet 1998.

## Histoire
Il n'y avait pas dans cette république de séminaire catholique à l'époque de l'URSS et de la république socialiste soviétique du Kazakhstan, toutes les religions étant persécutées, selon la doctrine de l'athéisme d'État. Toutefois il existait une faible tolérance concernant certaines minorités religieuses, ainsi les autorités avaient laissé « fonctionner » le séminaire catholique de Kaunas, en république socialiste soviétique de Lituanie, dont la population était issue autrefois de la tradition catholique. Cette tolérance était strictement limitée. Il existait aussi pour des raisons historiques un second séminaire de faible importance à Riga, mais d'une grande efficacité.
Cependant à des milliers de kilomètres de distance, une poignée de prêtres catholiques échappant à la vigilance de la justice préparaient de nouveaux prêtres en cachette au Kazakhstan. Cette république soviétique abritait depuis les années 1930 et massivement depuis les déportations de 1941, une forte minorité de catholiques d'origine allemande, lituanienne, polonaise ou autre. Une dizaine de prêtres furent ainsi préparés au Kazakhstan pendant ces cinquante années de plomb, notamment autour de l'abbé Albinas Dumblauskas, fondateur de la paroisse catholique de Karaganda au milieu des années 1970.
L'étau se desserre pendant la période de perestroïka et après la dislocation de l'URSS. Un pré-séminaire est ouvert en 1994 à Karaganda et les candidats désireux de poursuivre leurs études pouvaient le faire au séminaire de Marie-Reine-des-Apôtres situé à partir de 1995 à Saint-Pétersbourg. Un séminaire au plein sens du terme est ouvert à Karaganda en 1997, placé sous le vocable de «Redemptoris Mater». Il est transformé en grand séminaire (études supérieures) sous son nom actuel le 16 juillet 1998. Il est inauguré par Mgr Jan Paweł Lenga. Ses patrons sont saint Paul et saint François Xavier, missionnaire jésuite. 
L'établissement se porte acquéreur d'un ancien jardin d'enfants à moitié laissé à l'abandon. Les travaux durent plusieurs années. En 2001-2002, l'équipe enseignante comprend le serviteur de Dieu Bernardo Antonini.
Depuis 2011, le recteur du séminaire est le P. Piotr Pytlovany.

## Études
Le cycle d'études pour préparer à la prêtrise est de huit ans: une première année de propédeutique, deux années de philosophie, quatre années de théologie et une année de pratique. Le séminaire accueille une vingtaine de séminaristes actuellement. Il a reçu la visite du secrétaire d'État du Saint-Siège, le cardinal Sodano, le 18 mai 2003.